# Platymantis rabori
Espèce
Statut de conservation UICN

 LC  : Préoccupation mineure
Platymantis rabori est une espèce d'amphibiens de la famille des Ceratobatrachidae.

## Répartition
Cette espèce est endémique des Philippines. Elle se rencontre sur les îles de Bohol, de Leyte et de Mindanao, entre 300 et 1 400 m d'altitude.

## Description
Platymantis rabori mesure de 27,4 à 35,3 mm pour les mâles et de 38,4 à 49,1 mm pour les femelles. Son dos varie du fauve au brun chocolat.

## Étymologie
Cette espèce est nommée en l'honneur de l'ornithologiste et mammalogiste Dioscoro Rabor (1911-1996).

## Publication originale
- Brown, Alcala, Diesmos & Alcala, 1997 : Species of the guentheri group of Platymantis with descriptions of four new species. Proceedings of the California Academy of Sciences, sér. 4, vol. 50, no 1, p. 1-20 (texte intégral).